# Željko Čajkovski
Željko Čajkovski (Zagreb, 5 de maio de 1925 - Munique, 11 de novembro de 2016) foi um futebolista iugoslavo. Ele competiu na Copa do Mundo FIFA de 1950, sediada no Brasil, na qual a seleção de seu país terminou na quinta colocação dentre os treze participantes.

## Carreira
Miroslav Brozović fez parte do elenco medalha de prata, nos Jogos Olímpicos de 1948.